# Neve Bradbury
Neve Bradbury   (Melbourne, 11 d'abril de 2002) és una ciclista australiana, professional des del 2021, que actualment corre per a l'equip Canyon-SRAM Racing de l'UCI Women's WorldTeam.
Les seves millors victòries són una etapa al Giro d'Itàlia i el campionat nacional sub-23 en ruta.

## Palmarès

### Ruta
- 2024
  -  Campiona d'Austràlia de ciclisme en ruta sub-23
  - Vencedora d'una etapa a la Volta a Suïssa
  - Vencedora d'una etapa al Giro d'Itàlia

### Resultats a les Grans Voltes

#### Giro d'Itàlia
- 2024: 3a posició, guanyadora de la classificació de les joves i vencedora de la 7a etapa

#### Tour de França
- 2024: 32a posició
- 2025: 71a posició

#### Volta a Espanya
- 2025: Abandona a la 7a etapa